# Semljicola qixiensis
Semljicola qixiensis is een spinnensoort in de taxonomische indeling van de hangmatspinnen (Linyphiidae).
Het dier behoort tot het geslacht Semljicola. De wetenschappelijke naam van de soort werd voor het eerst geldig gepubliceerd in 1993 door Gao, Zhu & Fei.